# 伏見京
伏見 京（ふしみ きょう）は、日本の官能小説家。株式会社フランス書院が2020年に主催した第25回フランス書院文庫官能大賞において新人賞を受賞しデビュー。

## 人物
官能小説家としてのデビューは、2021年2月の『世話好きはんなり熟女』である。同作品は第25回フランス書院文庫官能大賞において新人賞に選定された『乱れたいねん【未亡人の義姉　熟れた京女と住み込み割烹アルバイト】』が改稿されたものである。

## 著書

### フランス書院文庫
- 世話好きはんなり熟女（2021年2月）
- あなたにぜんぶあげます 義母、兄嫁、友達のママと…（2021年7月）
- おいしい転勤生活 隣家のシングルマザーと淫妻（2022年2月）